# Congstar

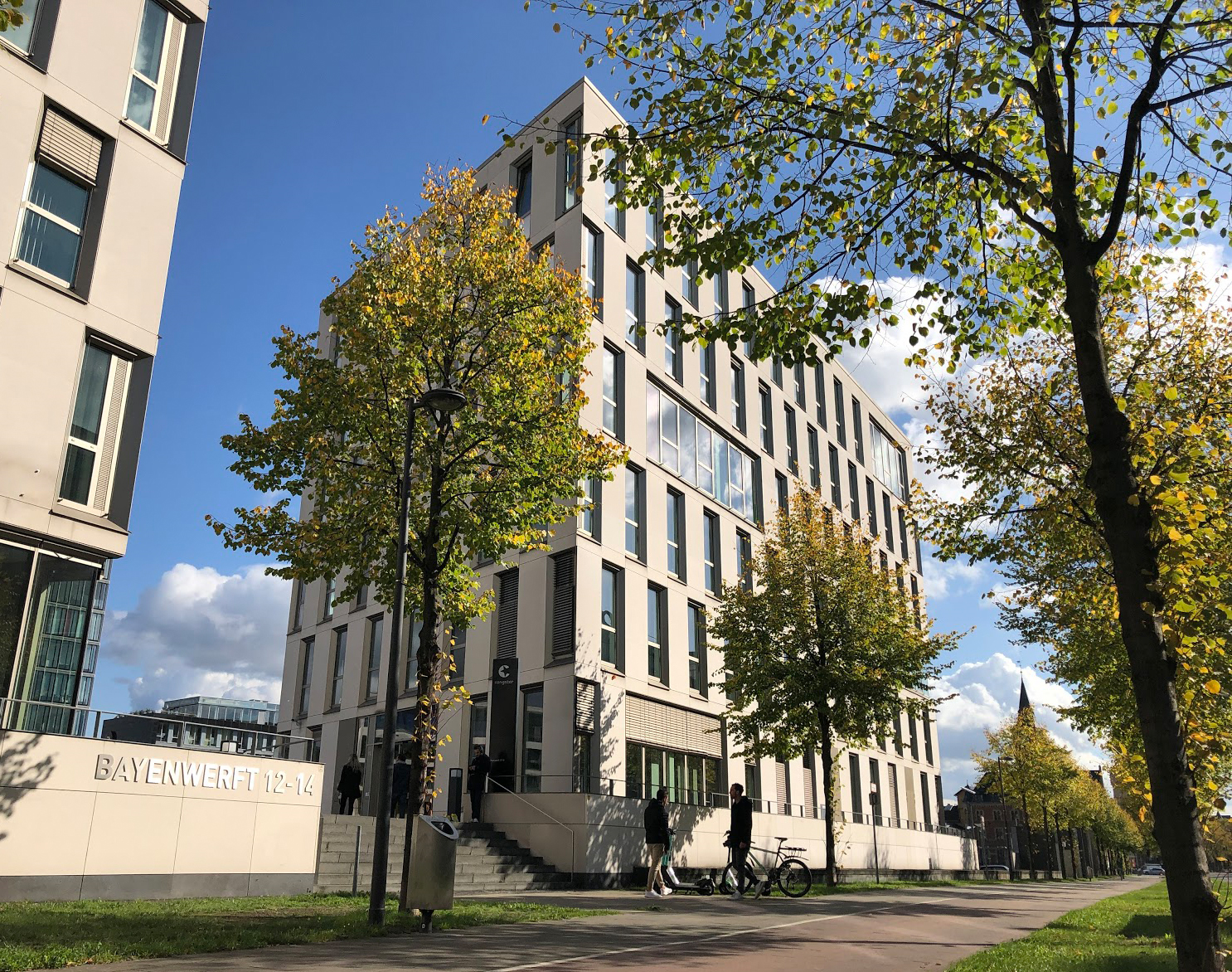
Congstar-Zentrale, Bayenwerft 12–14, Köln

Congstar, Eigenschreibweise congstar, ist eine Tochter und Zweitmarke der Telekom Deutschland GmbH, die Mobilfunk- und Internettarife anbietet. Die Marke wird durch die eigenständige Congstar GmbH geführt. Im April 2025 hatte sie nach eigenen Angaben über sieben Millionen Kunden.
Seit 2004 vertreibt das Unternehmen als congstar GmbH Internetzugänge auf Basis von T-DSL-Resale. Seit 2016 werden auf LTE basierende Internetanschlüsse vertrieben, die Congstar Homespot-Tarife.

## Geschichte
In der Marke Congstar ging 2007 der T-Online-Ableger congster auf, der Breitbandzugänge per T-DSL-Resale vermarktet hatte. Noch im selben Jahr wurde ein erstes Prepaid-Angebot eingeführt und mit dem Verkauf von Handys begonnen. Bereits seit September 2007 vertreibt Congstar auch Handys, vor allem Smartphones, mit und ohne Vertrag. Außerdem werden Tablet-PCs angeboten.
Als Mobilfunk- und DSL-Provider bot Congstar Prepaid- und Postpaid-Produkte an sowie DSL- und VDSL-Komplettanschlüsse, bestehend aus Telefon- und Internetzugang. Damit war Congstar Deutschlands einziger Telekommunikations-Discounter mit vollständigem Produktportfolio. Ab Mitte 2008 wurden Prepaid-Karten auch an Tankstellen angeboten. Im Juli 2008 verzeichnete das Unternehmen eine halbe Million Kunden. Im August 2008 bot Congstar erstmals gebündelte Internet- und Telefontarife an; im Dezember 2008 wurden zudem Prepaid-Tarife inklusive Mobilfunkhandy angeboten.
Im November 2010 startete die Vertriebskooperation mit Gravis. Nach der Einführung von speziellen Smartphone-Tarifen (August) und Sparpaketen mit Handy-Internet-Flatrates inklusive Smartphone (November) verzeichnete Congstar im Dezember 2011 2 Millionen Kunden. Im März 2012 führte das Unternehmen hinzubuchbare Tarif-Optionen zu bestehenden Tarifen ein. Ab April 2012 wurde Congstar-Prepaid in sämtlichen Telekom-Shops angeboten. Ab Mai 2012 wurde Congstar Mobilfunkpartner der Rewe Group und im Oktober 2012 startete das Unternehmen seine Kooperation mit der ZTE Deutschland GmbH. Seit 2019 besteht darüber hinaus eine Kooperation mit OnePlus.
Anfang April 2012 zog Congstar aus der ehemaligen Zentrale, dem Kölner Rheinauhafen, in denselben Gebäudekomplex wie die Konzernmutter Telekom. Der Congstar-Kundendienst hingegen befindet sich auch weiterhin in der hessischen Stadt Kronberg. Nach einem Umzug innerhalb von Köln ist Congstar seit Oktober 2019 wieder im Rheinauhafen ansässig.
Im Juli 2013 hatte das Unternehmen drei Millionen Kunden. Ab April 2014 war das gesamte Produktportfolio auch in allen Telekom-Shops verfügbar. Im Februar 2016 erreichte Congstar eine Kundenzahl von vier Millionen.
Geschäftsführer war von 2007 bis 2011 Alexander Lautz, 2011–2016 Martin Knauer. Im Jahr 2016 übernahm Peter Opdemom die Geschäftsführung bei Congstar. Die Nachfolge des langjährigen Geschäftsführers Guido Scheffler (2008–2016), für die Bereiche Finanzen, IT und Human Resources, trat Anfang 2017 Christina Kiehl an.
Am 1. Juli 2018 wurde der E-Mail-Dienst für Kunden eingestellt (@congstar.de-Adressen).
Seit dem 1. April 2019 ist die Telekom Deutschland der Vertragspartner aller Congstar-Kunden.
Zum Sommer 2025 wird Congstar die browser-basierte Kundenselbstverwaltung „meincongstar“ abschalten. Stattdessen sollen Kunden die Congstar-App benutzen.

## Marktstrategie
Mit einem vom No-frills-Konzept der klassischen Mobilfunkdiscounter abweichenden Produktportfolio und Service möchte sich Congstar als Marken-Discounter vornehmlich an einen jüngeren Personenkreis zwischen 18 und 39 Jahren richten, der ggf. den Hauptmarken der Telekom reserviert gegenübersteht. Daher wurde beim Marketing von Anfang an bewusst auf Assoziation zur Telekom verzichtet und ein komplett neues Werbekonzept entwickelt. Der damalige Geschäftsführer Martin Knauer gab in einem Interview an, Congstar verfolge nicht das Ziel, der Preisbrecher am Markt zu sein, sondern möchte sich künftig als Markendiscounter positionieren. Dies unterscheide Congstar von reinen No-Frills-Angeboten, die sich nur über den Preis vom Wettbewerb abgrenzen wollen. Die spezifische Werbung nimmt bei Congstar eine wichtige Rolle ein. Entstanden ist somit nach Angaben der zuständigen Werbeagentur ein junger, lauter, lebendiger und urbaner Markenauftritt, der sich inhaltlich und visuell in einem stark umkämpften Markt abhebt. Zur gezielten Adressierung dieser Verbraucher werden insbesondere Blogs und soziale Netzwerke wie Facebook oder Twitter verwendet. Auch Video- und Fotoplattformen wie YouTube und Instagram werden zur Zielgruppen-Kommunikation sowie für das Branding stark genutzt. Im Jahr 2015 gehörte Congstar mit Platz 45 laut Studie des Marktforschungsinstituts Interbrand zu den 50 wertvollsten Marken Deutschlands.
Congstar wurde mehrfach von Magazinen wie Focus, Connect, dem Handelsblatt und weiteren ausgezeichnet. Die Benchmarkstudie Fanfocus des Magazins Focus brachte Ende 2013 zu Tage, dass Congstar mit 30 % auf Platz 1 einer Liste mit den meisten extrem zufriedenen und emotional an das Unternehmen gebunden Kunden liegt. Laut Studienergebnis zählen sie zur Premium-Kundenkategorie der Fans. Die Konzernmutter Telekom lag mit 11 % Fan-Anteil unter den Kunden auf dem 9. Platz. In der Studie wurden die Kunden in Fans, Sympathisanten, Söldner, Gefangene und Terroristen (in Nachfolgestudien Gegner genannt) eingeteilt. In derselben Studie lag Congstar im Mai 2016 auf Platz zwei der meistverbreiteten Mobilfunk-Discounter in Deutschland, Anfang 2017 auf Platz 3.
Auch beim jährlich durchgeführten Connect Kundenbarometer schnitt Congstar in den vergangenen Jahren mit den Ergebnissen überragend oder sehr gut ab, wobei der Imagefaktor eine deutlich größere Rolle spielte als bei anderen Anbietern. 2015 wurde die Bestnote erreicht. 2016 bewerteten die Studienteilnehmer die Marke erneut als extrem sympathisch, wobei fast 85 % Congstar weiterempfehlen würden. 2017 bestätigte sich das Ergebnis ein weiteres Mal. Selbst das Fehlen von LTE wurde von den Studienteilnehmern nicht als negativ empfunden.

### Werbung
Für ein Unternehmen im Mobilfunk-Discountbereich unüblich, bestreitet Congstar eine aufwendige Werbestrategie mit hohem Wiedererkennungswert. Auch Interaktivität ist ein wesentliches Merkmal von Congstar-Werbung. Besonderes Merkmal der Congstar-Werbekampagnen ist, dass die darin vorkommenden Charaktere im Pop-Art-Comicstil, ähnlich Warhol und Lichtenstein, eingefärbt erscheinen. Anwendung findet hierbei die Rotoskopie-Optik. Eingesetzt werden grelle Farben auf schwarzem Hintergrund. Die in der Werbung ungewöhnliche Farbe Schwarz dominiert auch auf dem Webauftritt des Unternehmens.
Zur Markteinführung 2007 startete die Kampagne Congstar: Leicht wie Fast Food, in der betont wurde, wie einfach es sei, ein Angebot beziehungsweise einen Tarif nach den eigenen Bedürfnissen zusammenzustellen. Auch in den Kampagnen Prepaid wie ich will und Festlegen? Nie! stand jeweils die Flexibilität des Baukastensystems der Congstar-Prepaidtarife im Vordergrund.
Congstar setzte in der Vergangenheit in seinen Kampagnen die Werbefigur Andy ein, welche durch den Berliner Schauspieler Jakob Renger verkörpert wurde. Während der interaktiven Werbekampagne Andy will wechseln durften Kunden verschiedene Styles vorschlagen, in denen sich Andy in TV-Spots präsentierte. Die Styles standen stellvertretend für die flexiblen Congstar-Tarife. Weitere Kampagnen mit Andy waren Andy on Tour und Andys Freunde-Tour. Auch eine Microsite wurde von Congstar lange Zeit für Andy auf congstar.de bereitgestellt. Noch heute kommuniziert Andy mit den Usern auf der Congstar-Facebook-Seite.
Abgesehen von Andy tauchten regelmäßig die Werbefiguren Jana, Alex, Michi, Mike und Hipster Horst auf. Die Figur Jana wurde nach Angaben der zuständigen Werbeagentur eingeführt, um verstärkt einen weiblichen Kundenkreis für die Congstar-Produkte zu interessieren.
Für Fernsehserien wie Monk, Die Simpsons, Futurama, oder die Fernsehsendung Galileo wurden passende Opener, Reminder und Closer gedreht, um Congstars Bekanntheitsgrad zu steigern.
Von der Fachpresse wurde mit Aufmerksamkeit verfolgt, dass Congstar und weitere Mobilfunk-Discounter vom üblichen Werbekonzept abwichen und in ihren Werbespots und Anzeigen nicht mehr lediglich die niedrigen Preise sowie die Flexibilität ihrer Tarife in den Vordergrund stellten, sondern immer häufiger die Qualität ihres Angebotes. Dies war bislang den Mutterkonzernen vorbehalten.

## Produkte
Zum Portfolio gehören Mobilfunk-Produkte im Prepaid- und Postpaid-Bereich, außerdem DSL- und VDSL-Komplettanschlüsse sowie regionale Highspeed-Internet-Angebote. Im Mobilfunkbereich nutzt Congstar ausschließlich das Mobilfunknetz der Telekom Deutschland. Im Festnetzbereich nutzt Congstar für DSL-Anschlüsse neben dem Netz der Muttergesellschaft seit 2008 ebenfalls das Netz von QSC. Mittlerweile wurden die DSL-Angebote aus der Vermarktung genommen, das Unternehmen setzt stattdessen auf die Congstar Homespot – stationäre WLAN Router für das Telekom Netz. Diese sind aber im Gegensatz zu den vergleichbaren Angeboten bei Vodafone und der Telekom an einen Standort gebunden und haben auch keinen Zugriff auf 5G. Seit 2013 bietet Congstar zusätzlich noch Handyversicherungen an. Adressiert sind mit dem gesamten Angebot ausschließlich Privatkunden, eine gewerbliche Nutzung wird ausgeschlossen.
Zum Produktportfolio von Congstar gehören u. a. Mobiltelefone, Tablet-PCs sowie LTE- und WLAN Router.
Die Vermarktung des Produktportfolios erfolgt über die Unternehmenswebsite und über die Telekom Shops. Des Weiteren werden bspw. Prepaid-Karten und Mobilfunkverträge auch im freien Fachhandel angeboten. Wegen der geringen Rentabilität wurde das am 2. November 2010 eröffnete Ladengeschäft in der Hohe Straße 96 in Köln am 28. Januar 2012 wieder geschlossen. Dafür setzt das Mobilfunkunternehmen zunehmend auf Kooperationen mit regionalen Telekommunikationsdienstleistern wie NetCologne sowie ITK-Distributoren wie der Michael Telecom AG oder der einsAmobile GmbH.
Seit März 2018 gibt es bei Congstar erstmals Tarife mit LTE als Vertragsbestandteil im Rahmen einer zubuchbaren Highspeed-Option. Zuvor waren lediglich Internetzugänge in den 2G- und 3G-Netzen vorgesehen und LTE nur in einigen älteren Bestandstarifen inoffiziell nutzbar. Seit Ende 2019 besteht die Möglichkeit, die Simkarten auf eSIM umzustellen, seit 2023 ist das Zubuchen einer (physischen) Multi-SIM möglich.
Seit Juli 2020 ist LTE fester Bestandteil aller Prepaid-Tarife und muss nicht mehr als Option gebucht werden.
Seit Juni 2023 besteht die Möglichkeit, eine 5G-Option kostenpflichtig für Postpaidtarife zu buchen. Die Option kann monatlich zu- und abgebucht werden. Die Freischaltung von 5G im Prepaid-Bereich erfolgte am 23. Januar 2024. Seit Ende Oktober 2024 wird hier eine Geschwindigkeit von 100 Mbit/s (statt vorher 50 Mbit/s) unterstützt.

### Prepaid
Seit Ende 2007 gehört zum Produktportfolio von Congstar ein Prepaid-Angebot, das immer wieder um- und ausgebaut wurde. Von Mitte 2008 bis Frühjahr 2010 gab es Tarifvarianten, die kostenfreien Zugriff auf die jeweiligen mobilen Internetportale von eBay bzw. RTL ermöglichten. Zu einem der ersten Vertriebswege im freien Handel zählte der Verkauf der Prepaid-Karten an Tankstellen (Start Mai/Juni 2008). Seit Ende 2008 bietet Congstar Prepaid-Tarife auch in Kombination mit Mobilfunkhandys an. Die neusten Prepaidtarife sind unter dem Namen „Prepaid wie ich will“ seit Juli 2015 erhältlich und bieten neben vorgefertigten Paketen sowie Prepaid Allnet Flat auch wieder einen „Tarifbaukasten“.
Neben den Prepaid-Karten für Handys oder Smartphones hält Congstar auch entsprechende Angebote für Tablets bereit. Hinzu kam ein Internet-Stick für Notebooks, PCs und Macs.

### Postpaid
Im Bereich Postpaid bietet Congstar derzeit (Stand Januar 2024) vier Datentarife Allnet Flat S, S Extra, M und L mit jeweils abgestuftem Datenvolumen an. Die Verträge können sowohl mit längerer Laufzeit als auch mit Kündigungsoption zum Ende eines Monats (als Flex bezeichnet) bestellt werden. Über eine sogenannte Refresh-Option kann das gebuchte Datenvolumen für einmalig 8 € im Monat verdoppelt werden.

## Sponsoring
Seit Juli 2014 ist Congstar Hauptsponsor des Fußballvereins FC St. Pauli, bereits 2007 bis 2009 war das Unternehmen dort Sponsor.

## Sonstiges
- Im Jahr 2011 reichte der Visagist Boris Entrup Klage gegen Congstar ein, da er der Auffassung war, die Werbefigur Andy sehe ihm zu ähnlich. Er warf Congstar vor, mit dem Testimonial Andy „gezielt“ seine Bekanntheit auszunutzen.[49] Das Landgericht Hamburg wies die Unterlassungsklage als unbegründet ab.[50]
- Im Jahr 2021 wurde das Unternehmen im Rahmen einer Studie des Instituts „Great Place to Work“ (Bertelsmann Stiftung Unternehmen) erstmals als familienfreundlicher Arbeitgeber ausgezeichnet. Die Teilnahme an der Studie ist für die bewerteten Arbeitgeber kostenpflichtig.[51][52][53]